# 里奇·格雷
里奇·格雷（英語：Richie Gray；1989年8月24日—）是一位蘇格蘭橄欖球運動員。他是蘇格蘭國家橄欖球隊的一員，代表蘇格蘭參加了2015年世界盃橄欖球賽。